# GSK3B

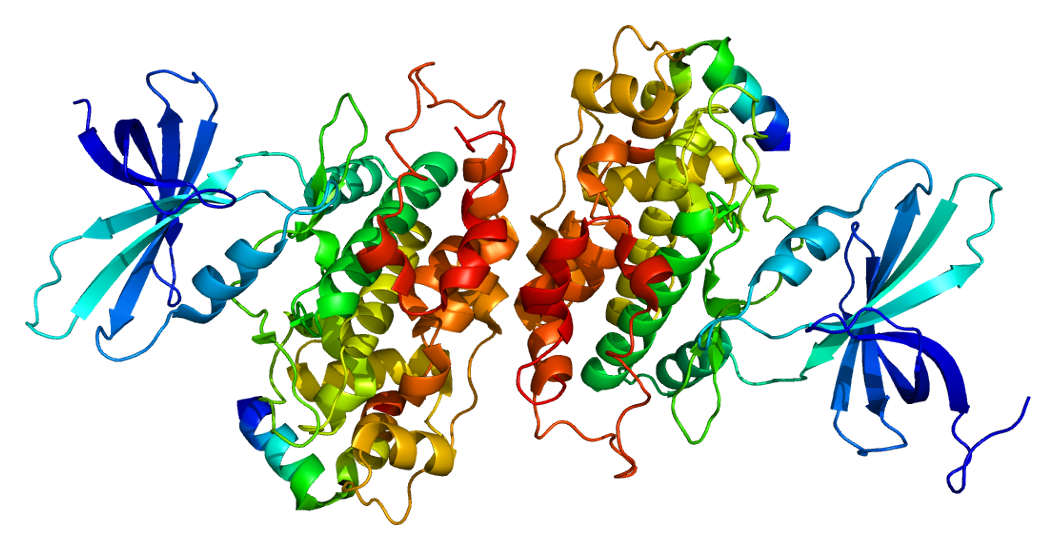
Estrutura do GSK3B

GSK3B (glycogen synthase kinase 3 beta) é uma enzima que em humanos é codificada pelo gene GSK3B.

## Interações
Interage com CTNNB1, SGK3, TSC2, AR, MUC1, AXIN1, PRKAR2A, AKAP11, DNM1L, P53, AXIN2, NOTCH2, SMAD3 e NOTCH1.